# Nakáda

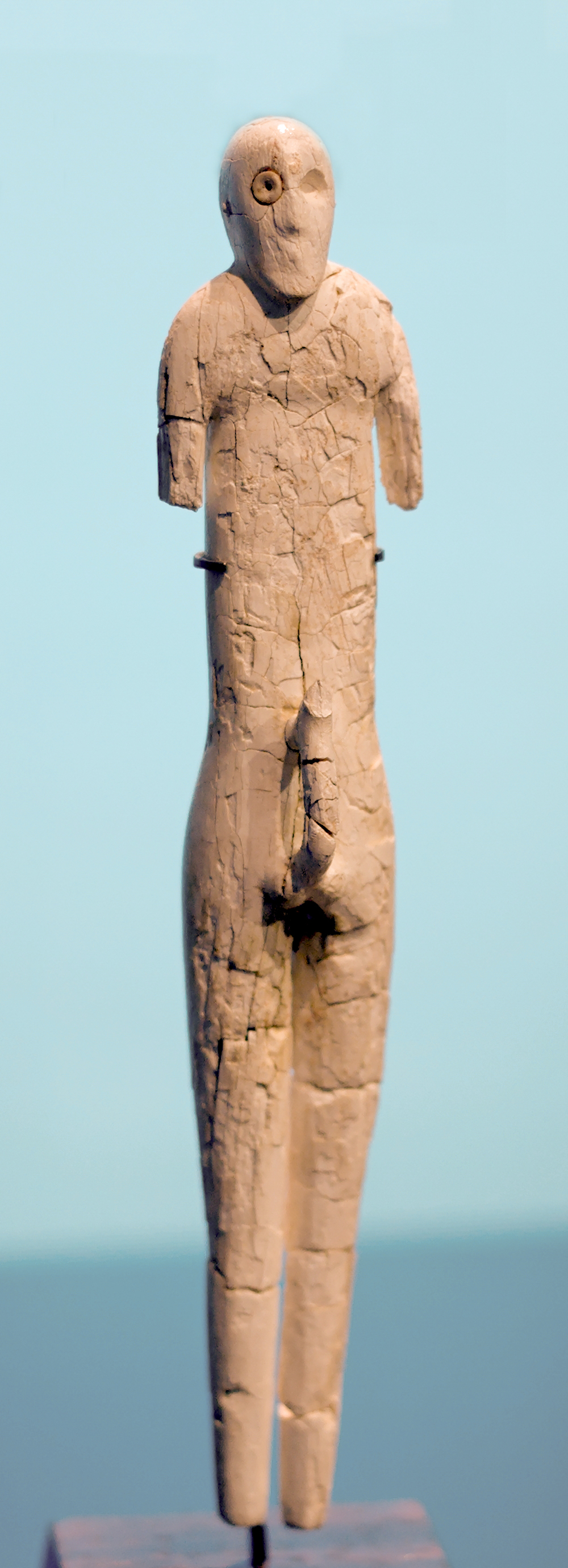
Soška ze slonoviny (hroší kel) nalezená v Nakádě umístěná v Louvru, Paříž. Amratské období, 4. tisíciletí př. n. l., výška 24 cm

Nakáda (anglický přepis Naqada) je město v jižním Egyptě (Horní Egypt), v guvernorátu Kená, situované na západním břehu Nilu a vzdálené cca 30 km na sever od Luxoru-Théb. Město zahrnuje vesnice jako Túch (Toukh), Chatára (Khatara), Danfík (Danfiq) a Zawajáda (Zawayada). Poblíž leží starověká nekropole z období předdynastického Egypta z doby okolo 4400–3000 př. n. l.
Staroegyptské jméno tohoto města znělo Nubt („město zlata“). Nakáda by neměla být zaměňována s městem Kom Ombo, ležícím jižněji. Obě města se totiž nazývala ve starověku Nubt či Ombos. Z názvu města je odvozeno označení pro nakádskou kulturu, která existovala zde a dalších místech podél řeky, jako například v okolí Badárí, Girzy (Gerzeh), Hierakonpole a Káu el-Kebíru (Qaw el-Kebir). Z období této kultury se zachovalo mnoho pozůstatků, umožňujících její přesné datování.

## Schéma datování Nakády

### Podle Flinderse Petrieho
Nakádské období bylo poprvé rozděleno britským egyptologem Williamem Flindersem Petriem, který oblast prozkoumal v roce 1894. Období rozdělil do tří podobdobí:
- amratské (podle pohřebiště poblíž El-Amrah)
- gerzenské (podle pohřebiště poblíž Gerzehu)
- semainianské (podle pohřebiště poblíž Es-Semainy)

### Podle Kaisera (současnost)
Petrieho časová posloupnost byla roku 1957 nahrazena posloupností Wernera Kaisera. Jeho posloupnost začíná kolem roku 4000 př. n. l., ale současná začíná ještě o něco dříve:
- Nakáda I a-b-c (kolem 4400-3500 př. n. l.)
  - keramika malovaná a asfaltovaná
- Nakáda II a-b-c (kolem 3500-3200 př. n. l.)
  - první jílová keramika a zpracovávání kovů
  - tato kultura byla zastoupena v celém Egyptě
- Nakáda III a-b-c (kolem 3200-3000 př. n. l.)
  - propracovanější předměty nalézané v hrobech
  - válcové džbány
  - písmo

## Nakáda I (kolem 4400–3500 př. n. l.)

Mapa znázorňující rozšíření kultury Nakáda I ve starověkém Egyptě.

Toto období je také nazýváno amratien nebo amratské období podle naleziště el-Amra v Horním Egyptě.
Tato kultura byla rozšířena na území od naleziště Matmar na severu až k nalezišti Chór Bahan na jihu.

### Původ této kultury
Původně byla za předchůdce této kultury považována badárská kultura, z níž se vyvinula kultura Nakáda I. Existují však domněnky, že badárien se časově shodoval s touto fází Nakády. Protože vývoj nakádské kultury probíhal jižněji než je centrum badárské kultury, je možné, že zde badárien přetrval delší dobu.

### Hroby
Zemřelí byli pohřbíváni stejně jako v badárské kultuře ve skrčené poloze na levém boku, s hlavou směřující k jihu a tváří obrácenou na západ. Amerská kultura se však liší od badárské pohřební výbavou a keramikou.

### Keramika
Keramika má na počátku tohoto časového období červený povrch s černým okrajem. Postupně však typ této keramiky mizí a i výzdoba jemným zdrsněním ustupuje. Objevuje se hladká červená keramika s plastickou výzdobou a bíle malovanými vzory s motivy geometrickými, zvířecími a rostlinnými. Někdy se objevuje i zobrazení lodi a lidských postav. Zobrazován je lovec (postava s lukem vedoucí na provazech psy) nebo vítězný bojovník (dvě postavy, z níž jedna je výrazně menší a má svázané ruce, nebo je nemá vůbec).

### Další výrobky
Kosmetické břidlicové palety začínají být vyřezávány do siluet zvířat z Nilského údolí.

### Hospodářství
Společnost byla pravděpodobně již sociálně rozvrstvená a nálezy v hrobech naznačují tendenci k hierarchické organizaci.
Mezi domestikovaná zvířata patří v této době kozy, ovce, skot a prasata (zvířata byla nalezena jako obětní dary nebo jako malé hliněné sošky). Pěstoval se ječmen, pšenice, hrách, vikev a cicimek čínský.

## Nakáda II (kolem 3500–3200 př. n. l.)

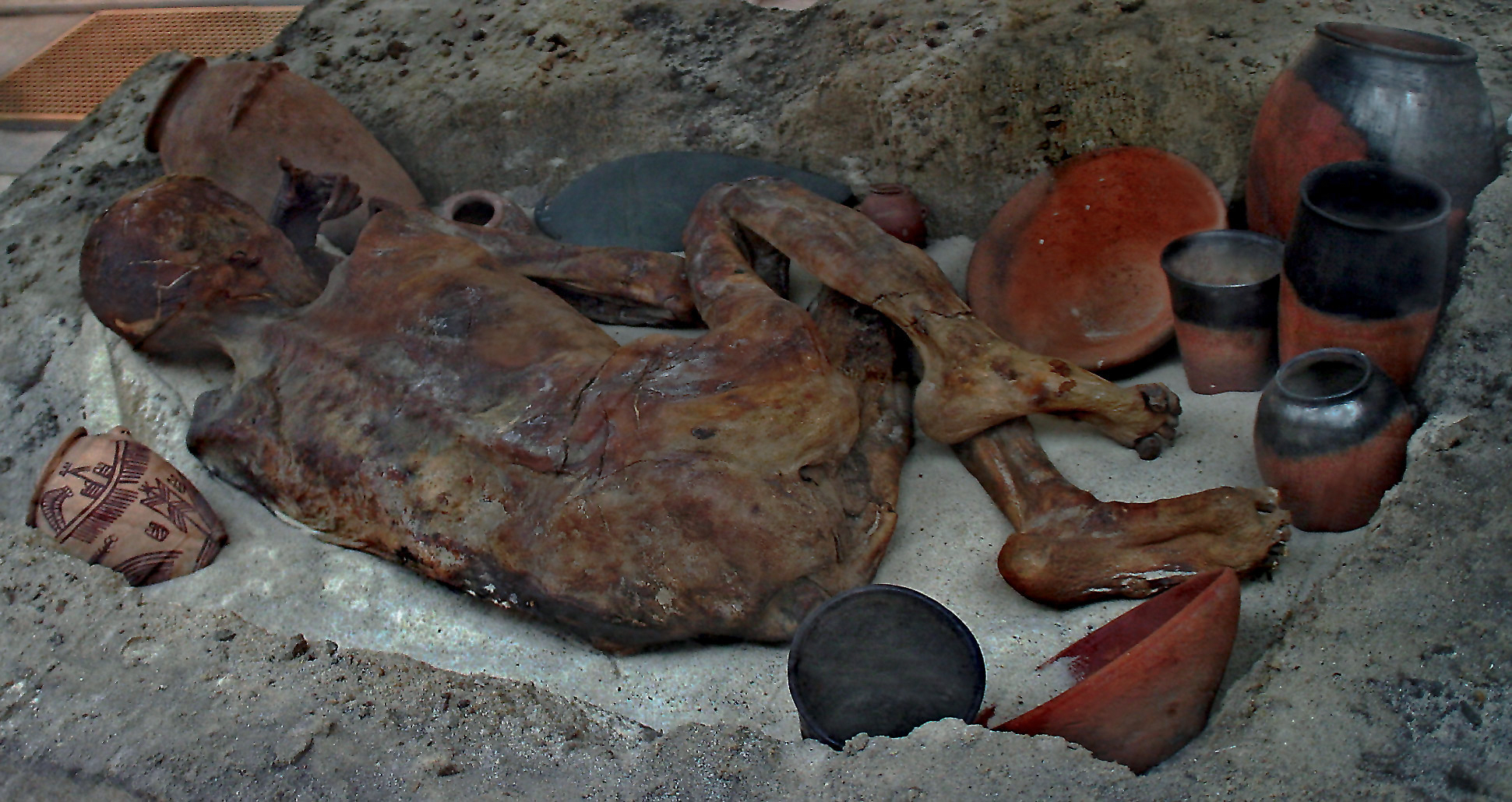
Rekonstruovaný hrob z pozdního předdynastického období Nakády II. kolem 3400 př. n. l. (Britské muzeum)

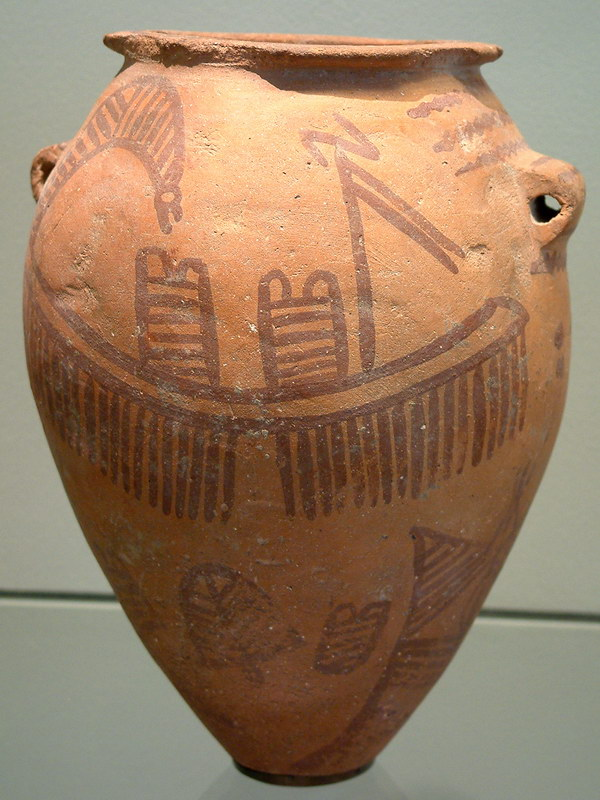
Typická keramika z období Nakáda II s výjevem lodi s kabinami a standartou (Louvre)

Tento časový úsek se též nazývá gerzská kultura nebo zkráceně gerzean podle naleziště Girza (el-Gerza). Tato kultura se rozšířila ze svého centra v okolí lokality Nakáda na sever do Nilské delty a na jih do Núbie. (V Dolním Egyptě však převládala kultura Maadí.) V Horním Egyptě byla nositeli této kultury především tři velká střediska: samotná Nakáda, dále Hierakonpolis a Abydos. Kolem Nilu však existovalo i množství menších osad.

### Hroby
Pokračovalo pohřbívání význačných jedinců do větších a stavebně složitějších hrobů, které započalo během období Nakáda I. Tyto hroby byly rozčleněny přepážkami ze sušených cihel s odděleními pro obětiny. Objevují se náznaky balení zemřelého do pruhů plátna (začínající balzamování) a skupinové pohřby. Chudší vrstvy však byly i nadále pohřbívány do malých oválných jam spoře vybavených obětními dary.

### Keramika
Vyráběla se keramika s hrubým povrchem, používaná jako užitková, a slínová keramika z vápenité hlíny, pocházející pravděpodobně z pouštních vádí (říčních koryt). Tato keramika byla používána jako obětní dar a byla zdobena okrově hnědou nebo rudou výzdobou na smetanově bílém podkladu. Převládajícím motivem výzdoby byla loď s kajutami a standartami. Objevují se zvlněná ucha.

### Další výrobky

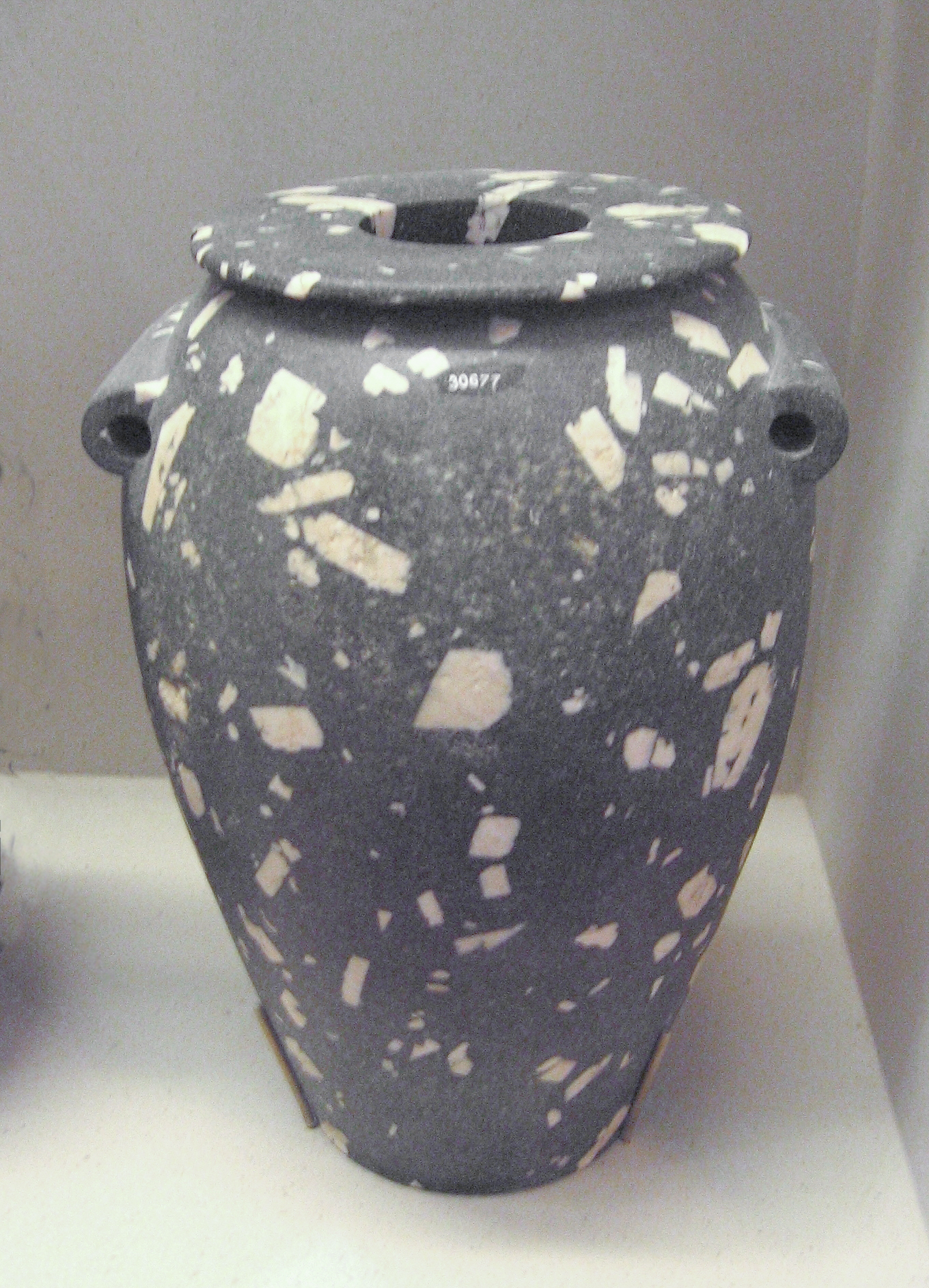
Dioritová váza z období Nakády II, výška asi 30 cm

V tomto období došlo k rozvoji technologií těžby a opracování kamene, z něhož byly vyráběny kamenné nádoby.
Kosmetické palety nabývají jednoduchých pravoúhlých a kosodélníkových tvarů, ale začínají být zdobeny reliéfy. Zlepšilo se zpracování mědi, z níž začaly být vyráběny též sekery, čepele, náramky a prsteny.
V této době se stává symbolem moci kamenná nebo hliněná palice, která je později typickou zbraní, kterou drží vítězný faraon.

### Hospodářství

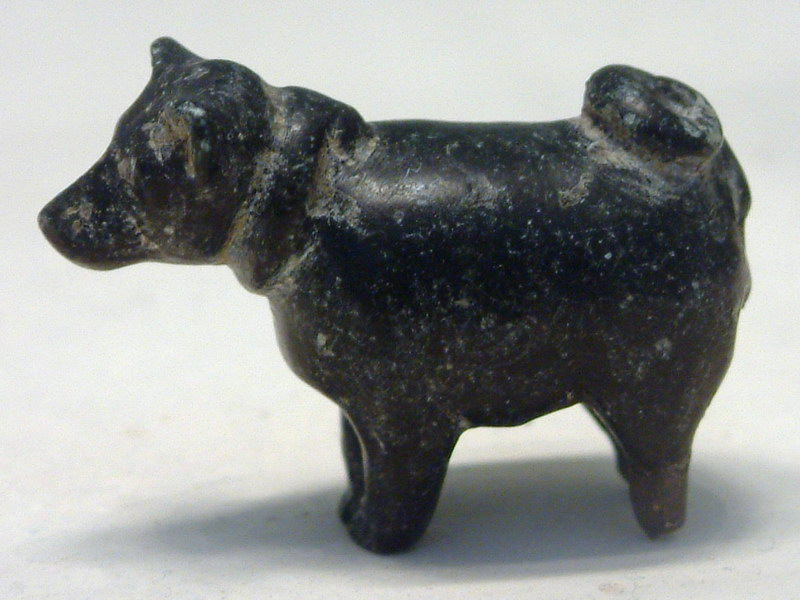
Soška psa pocházející z období Nakáda I. (Louvre)

Kromě produktů pěstovaných v předchozím období se pěstoval navíc len, vodní melouny a datle. Domestikován byl pes.

## Nakáda III (kolem 3200–3000 př. n. l.)
Toto období se též nazývá semainianské (podle pohřebiště poblíž es-Semainy).
V období Nakáda III docházelo ke stěhování obyvatel z Horního Egypta směrem na sever a zakládání zdejších osad. Důvodem mohla být snaha ovládnout obchod s ostatními oblastmi východního Středomoří. Původní kultura Dolního Egypta (kultura Maadí) tak byla nahrazena hornoegyptskou nakádskou kulturou. Do tohoto období spadá vláda 0. dynastie egyptských králů.
Na začátku tohoto období došlo pravděpodobně k prvnímu částečnému sjednocení Horního Egypta. Na nalezišti Nakáda bylo zjištěno zchudnutí pohřební výbavy a tato osada se v této době stala politicky bezvýznamnou.
Konec období je spojen se sjednocením Horního a Dolního Egypta v jeden státní celek za vlády faraonů 0. dynastie.

### Hroby

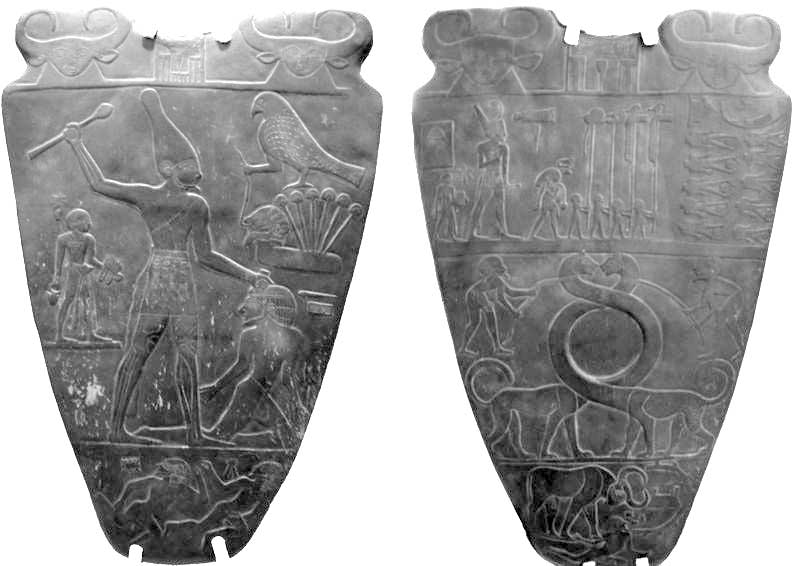
Narmerova paleta (31. století př. n. l.) pravděpodobně zobrazuje sjednocení obou Egyptů

V Abydu byla z období 3200 př. n. l. nalezena hrobka U-j s 12 místnostmi v níž bylo nalezeno množství předmětů ze slonoviny a kostí, keramika a nádoby dovezené z Palestiny. Z této hrobky pochází 150 malých destiček, na kterých jsou vyryty znaky považované za předchůdce hieroglyfů. Německý archeolog Günter Dreyer se domnívá, že se jedná o hrobku panovníka (snad Štíra), který pravděpodobně vládl v 31. stol. př. n. l.

### Keramika
Vyráběná keramika nebyla nijak zdobena. Měla tvar hrnců s olivově hnědou barvou. V bohatých hrobech ale byly také nalezeny vysoké nádoby válcovitého tvaru s dekorativními držadly. Ty však byly používány jako vázy, místo nádob vyráběných v předchozí době z kamene.

### Další výrobky
V Hierakonpoli byly nalezeny předměty zdobené výjevy pravděpodobně související se sjednocením Horního a Dolního Egypta. Jsou to: palice krále Štíra, palice a paleta krále Narmera. Výzdoba na nich znázorňuje válečné zajatce a mrtvé nepřátele. V místě delty Nilu však nebyly dosud nalezeny žádné stopy po násilném sjednocení.

### 0. dynastie
Do této dynastie zařadil Werner Kaiser panovníky se jmény Iri-Hór, Ka'a a Narmer. (Narmer bývá také zařazován do 1. dynastie.)
Jméno Iri-Hór bylo nalezeno v hrobce v Abydu; jméno krále Ka'a pochází také z abydské hrobky, ale bylo též objeveno na severu Egypta v lokalitě Tell Ibrahím Avad a ve středním Izraeli na nalezišti Lod. Lze proto usuzovat, že faraon Ka'a měl pod svou mocí území velkého rozsahu. Avšak pouze u Narmera existují důkazy, že vládl sjednocenému Egyptu. Dokládají to bílá a červená koruna znázorněná na Narmerově paletě. Protože neznáme jeho nisut-bitej (trůnní jméno), bývá ztotožňován s legendárním faraonem Menim, který podle kronikáře Manehta Egypt sjednotil.
Někdy je do této dynastie zařazován král Štír (Serek), jehož jméno vepsané do serechu nalezeno na severu Egypta, ve východní části nilské delty v lokalitě Minšat abú Omar. Také mu je přisuzována hrobka U-j nacházející se na pohřebišti v Abydu.

## Odraz v kultuře
Jméno Nakáda, zapisováno jako „Naquahdah“, se objevuje v seriálu Hvězdná brána (Stargate), kde označuje fiktivní látku, supertěžký a supravodivý kov s velkým energetickým potenciálem.